# L'eroe della strada (film 1948)
L'eroe della strada è un film del 1948 diretto da Carlo Borghesio.
La pellicola, di produzione italiana, ha musiche composte da Nino Rota.

## Trama
Felice Manetti è un povero vagabondo di Torino che, a causa della sua ingenuità, si trova spesso nei guai. 
Viene processato per il furto di un organetto da strada e si salva solo grazie alla testimonianza a suo favore di Gaetano Salvatore, un altro vagabondo molto più scaltro di lui.
Gaetano lo porta a mangiare alla mensa del Centro Assistenza e poi a dormire in una macchina parcheggiata in un garage notturno. Il giorno dopo Felice si risveglia mentre l'autista del Commendator Zanotti sta guidando la macchina nel traffico cittadino. Riesce a scendere, ma viene scambiato per il Commendator Zanotti da Giulietta Marchi, una povera ragazza madre, vedova, che vive in una baracca e vende sigarette di contrabbando. Felice si innamora di lei.
Felice cerca di guadagnarsi qualcosa aiutando un agitatore politico a creare confusione, ma senza fortuna. Incontra di nuovo Gaetano, gli chiede e ottiene del denaro per comprare una culla a Luigino, il bimbo di Giulietta. Si accorda per pitturare sui muri disegni elettorali, ma ancora una volta fallisce.
Dopo aver incontrato Giulietta al parco, finisce a lavorare proprio nel calzaturificio del Commendator Zanotti. Istigato dagli operai si ribella inconsapevolemente al padrone e viene cacciato dalla fabbrica, diventando il paladino dei loro diritti. Resosi conto dell'errore si reca a casa del Commendatore dove arriva anche Giulietta che ha bisogno di denaro per comprare delle medicine per Luigino.
Gaetano lo convince ad andare con lui, travestiti da poliziotti, a sequestrare merce di contrabbando in una farmacia. Qui trovano le medicine necessarie a Luigino, ma mentre si allontana dal negozio Felice viene preso da una camionetta di veri poliziotti e portato a sedare una rivolta degli operai che stanno manifestando proprio contro il suo licenziamento. Ferito dai manifestanti viene portato in commissariato dove scoprono il travestimento e lo mettono in carcere.
Uscito di prigione, Felice si reca a visitare Giulietta ma scopre che il marito, creduto morto in guerra, è tornato a casa. Pertanto se ne va con il vecchio organetto da strada che gli ha regalato Gaetano, ma visto che suona solo canzoni patriottiche anteguerra, è costretto ad abbandonarlo e fuggire via. Monta sulla macchina di Gaetano, ma si accorge troppo tardi che la macchina è rubata e la polizia li sta inseguendo.